# 서형수 (1970년)

서형수(1970년 5월 27일 ~ )는 대한민국의 소프트웨어 개발사 알서포트의 벤처 사업가이다.
경상남도 부산시(현재의 부산광역시)에서 태어났다. 열 아홉 살이던 1988년 LG전자 창원 제2 공장 자재부에서 사회생활을 시작했다. 업무를 보다 간혹 접한 프로그래밍에 흥미를 느낀 그는 심도 있는 공부를 하고자 경남정보대학에 입학했다. 대학을 졸업하던 1995년 부산에 있던 화창정보통신에서 본격적인 프로그래머 업무를 시작했다. IMF 여파로 회사가 문을 닫자 1998년 하이드로소프트라는 소프트웨어(SW) 회사를 설립해 1년간 운영했다. 리포팅 툴과 IT자산관리 솔루션을 개발하던 회사였다. 제품이 입소문을 타자 보안업체 하우리에서 영입 제의를 받았다. 근무지를 서울로 옮겨 1999년부터 하우리 연구소장으로 일했다. 1999년 당시 하우리는 직원 수 10명이 채 안 되는 작은 회사였다. 하지만 이곳에서 프로그래머로 지속 성장할 수 있는 발판을 마련했다. 그가 개발한 IT자산관리 솔루션은 하우리에서 VMS로 재탄생했다. 당시 시장에는 PC용 보안관제 SW밖에 없었기 때문에 시스템 전체를 관리하고 보안관제가 가능한 VMS는 시장에 큰 반향을 불러일으켰다.

## 벤처기업 CEO 생활
마음 맞는 사람들과 2001년 말 알서포트를 설립했다. 원격제어 기술과 솔루션이 핵심이었다. PC에 바이러스가 침투하거나 문제가 생기면 전산 담당자나 서비스 업체 직원이 방문하는 게 아니라 원격으로 처리해주는 방식이다. B2B에서는 각 기업 방화벽 때문에 이런 원격제어와 관리가 불가능하다. 이러한 구조상 제약을 뛰어넘을 수 있게 해주는 게 알서포트 원격제어 솔루션 핵심 기술이다. 방화벽 외부 제3의 공간에서 일시적으로 문제점을 처리할 수 있게 해주는 것이다. 시스템 관리나 보안관제 등을 원격으로 서비스할 수 있는 `리모트콜`, 개인이나 내부 조직원 PC를 원격관리할 수 있는 `리모트뷰`가 바로 그런 솔루션이다. 여느 벤처가 그러하듯 알서포트 역시 창립 초기 매출 확보에 애를 먹었다. 대외 영업에는 한계가 있고 입소문으로 고객을 확보해야 했기 때문에 시장에서 인정을 받는 데까지 적지 않은 시간이 필요했다. 이 같은 상황을 극복하고자 집중 공략한 곳이 바로 증권사 콜센터였다. 2000년대 초반은 증권사에서 온라인 트레이딩시스템(HTS) 붐이 일던 시기였다. 고객이 다양한 SW 관련 문제를 문의하는 일이 많았는데 여기에 리모트콜을 내밀었다. IT전문가가 아닌 콜센터 상담원도 손쉽게 고객 문제해결이 가능하다는 사실이 확인되면서 인기를 끌기 시작했다. 알서포트는 2003년부터 해외진출도 활발히 추진 중이다. 증권사에서 인지도가 높아지자 제1 금융권으로 고객사가 확대됐다. 마침 공인인증서가 전국적으로 사용되기 시작했다. 공인인증서 원격 설명을 위해 모든 금융권에서 리모트콜을 표준 솔루션처럼 도입했다. 2003년 일본 진출을 시작으로 미국, 중국에서도 사업을 시작했다. 일본에서 발생하는 매출이 전체 매출의 40%를 차지하고 있다.

## 수상 내역
- 중소기업특별위원회 표창장
- 행정안전부장관 표창장
- 제 9회 글로벌 IT CEO상